# Cob del Nil
El cob del Nil (Kobus megaceros) és un antílop que viu a les planes inundables del Sudan del Sud.

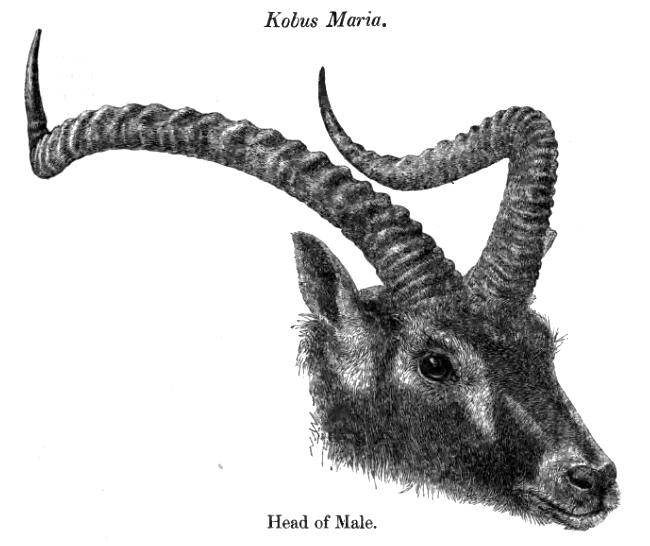
Cap de la descripció de Gray com a Kobus maria

Els cobs del Nil fan entre 90 i 100 centímetres a l'espatlla i pesen entre 70 i 110 quilograms. Les femelles són d'un marró daurat, amb la regió ventral blanca i sense banyes. El color dels mascles va del marró xocolata al rogenc, amb una «caputxa» blanca sobre les espatlles i petites taques blanques per sobre els uls ulls. Tenen unes llargues banyes que tenen una vaga forma de S.